# Avvocata Woo
Avvocata Woo (이상한 변호사 우영우?, Isanghan byeonhosa U Yeong-uLR; lett. "La straordinaria avvocata Woo Young-woo") è una serie televisiva sudcoreana diretta da Yoo In-shik e interpretata da Park Eun-bin, Kang Tae-oh e Kang Ki-young. Va in onda sul canale ENA dal 29 giugno 2022, ed è distribuita anche su Netflix in alcuni Paesi.

## Trama
Laureatasi in giurisprudenza tra i migliori del suo corso, Woo Young-woo è l'ultima arrivata in un importante studio legale. Young-woo è autistica, e questo la porterà ad affrontare sfide dentro e fuori il tribunale. Ha delle ottime capacità mnemoniche e un buon QI, una particolare passione per le balene, e varie difficoltà nelle relazioni sociali e nella comunicazione, ma grazie sia alla sua conoscenza del diritto che alle sue capacità, si rivela un avvocato brillante e riesce spesso, tramite dettagli ma non solo, a trovare la soluzione ai casi.

## Personaggi

### Principali
- Woo Young-woo, interpretata da Park Eun-bin
Avvocata principiante allo studio Hanbada, è la prima avvocata autistica della Corea del Sud, laureatasi con lode alla Seoul National University.
- Lee Joon-ho, interpretato da Kang Tae-oh
Dipendente dell'ufficio contenziosi dello studio Hanbada.
- Jung Myung-seok, interpretato da Kang Ki-young
Avvocato dello studio Hanbada e mentore di Young-woo.

### Secondari
- Woo Gwang-ho, interpretato da Jeon Bae-soo
Padre di Young-woo, che ha cresciuto da solo, gestisce un ristorante di gimbap.
- Han Seon-young, interpretata da Baek Ji-won
CEO dello studio Hanbada.
- Tae Su-mi, interpretata da Jin Kyung
CEO dello studio Taesan e madre biologica di Young-woo.
- Choi Su-yeon, interpretata da Ha Yoon-kyung
Avvocata dello studio Hanbada ed ex compagna di università di Young-woo.
- Kwon Min-woo, interpretato da Joo Jong-hyuk
Avvocato dello studio Hanbada e inizialmente rivale di Young-woo.
- Dong Geu-ra-mi, interpretata da Joo Hyun-young
Migliore amica di Young-woo.
- Kim Min-shik, interpretato da Im Sung-jae
Proprietario del pub dove lavora Geu-ra-mi.

## Produzione

### Pre-produzione
L'idea di sviluppare una serie con un avvocato autistico venne a Lee Sang-baek, presidente della AStory, dopo aver visto il film del 2019 Jeung-in ed essere rimasto colpito, in particolare, da una battuta della protagonista Ji-woo (interpretata da Kim Hyang-gi): "Non posso fare l'avvocata perché sono autistica, ma posso essere una testimone, giusto?". Credendo che una storia del genere non avesse precedenti e potesse cambiare la prospettiva sull'autismo, contattò la sceneggiatrice del film, Moon Ji-won. Moon si stava preparando a dirigere un film, ma, credendo che l'idea fosse fattibile, decise di occuparsi della sceneggiatura, con la battuta di Jeung-in come punto di collegamento tra le due opere.
La produzione di Avvocata Woo fu annunciata il 9 luglio 2021, con Yoo In-shik alla regia. Il 30 dicembre 2021 la casa di produzione AStory e KT Studio Genie firmarono un contratto di co-produzione. I costi per la realizzazione, sostenuti inizialmente dalla sola AStory, poi anche da KT e Netflix, si sono aggirati attorno ai 15 miliardi di won. La maggior parte dei fondi è stata usata per realizzare balene e delfini con la computer grafica, a rappresentazione del mondo interno di Young-woo, e per i set degli studi legali.
Moon, Yoo In-shik e l'attrice Park Eun-bin, scelta per interpretare Young-woo, si sono confrontati ripetutamente per creare una protagonista strana, ma con la quale la gente si potesse identificare; inoltre, data l'importanza del messaggio da trasmettere, la produzione ha condotto ricerche approfondite per comprendere e rappresentare correttamente lo spettro autistico, avvalendosi dell'aiuto del professor Kim Byung-gun per costruire il personaggio. Molti dei casi sono ispirati alle vicende giudiziarie narrate nei libri degli avvocati Shin Min-young, Jo Woo-sung e Shin Joo-young, e a una controversia legale con il tempio Cheoneunsa portata alla luce nel 2002. Shin Min-young ha anche prestato i suoi servigi come consulente insieme all'avvocata Yoon Ji-hyo.

### Casting

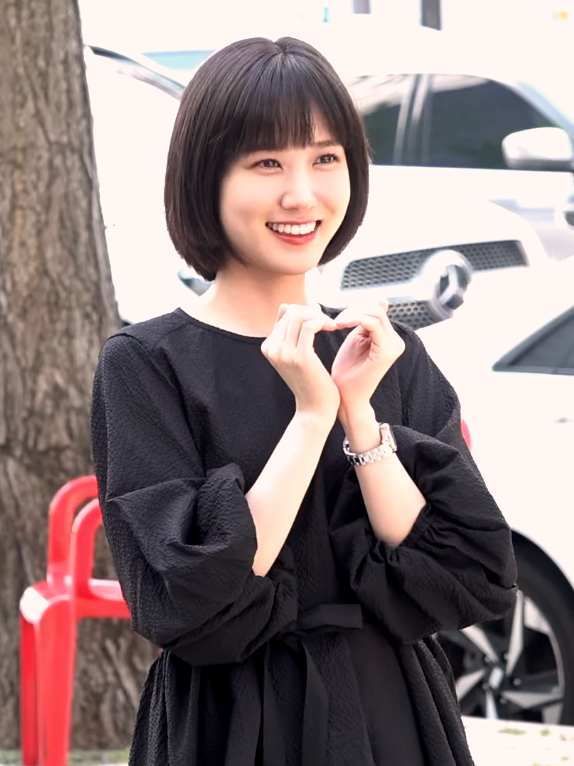
Park Eun-bin con il taglio corto di Woo Young-woo, scelto per lo stile tenero, ma fresco.

Il 9 luglio 2021, Namoo Actors confermò che a Park Eun-bin era stato proposto di interpretare il ruolo della protagonista Woo Young-woo, ma l'ingresso ufficiale nel cast avvenne solamente il successivo 29 ottobre. L'attrice fu suggerita a Lee Sang-baek dalla moglie per l'eloquenza e l'immagine fresca e intelligente, e Lee la ritenne ulteriormente adatta per le solide capacità recitative e l'esperienza maturata in precedenza nella serie Ipan, sapan, nella quale Park aveva interpretato una giudice. Park Eun-bin aveva ricevuto l'offerta per Avvocata Woo alla fine del 2020 e aveva trovato la serie interessante e impegnativa, ma non avendo idea di come interpretare il personaggio e temendo di ferire o offendere il pubblico, aveva rifiutato e scelto la serie storica L'affetto reale. La sua decisione aveva ulteriormente convinto la produzione di Avvocata Woo che fosse la scelta giusta, e dopo un anno l'attrice, nonostante i dubbi, cambiò idea per ripagare la loro fiducia e si preparò al ruolo in sole due settimane.
Entro fine anno furono confermati Kang Tae-oh, Kang Ki-yong, Jin Kyung e Joo Jung-hyuk. Il cast finale fu annunciato l'8 aprile 2022.

### Riprese
Le riprese dei 16 episodi si tennero da novembre-dicembre 2021 al 14 luglio 2022.

### Promozione e trasmissione
A luglio 2021 i media indicarono la SBS come la rete televisiva più probabile per la trasmissione della serie, ma le trattative furono abbandonate per via dei ritardi nel casting. Ad agosto la AStory annunciò di avere intenzione di rivolgersi alle piattaforme OTT e il 25 ottobre vendette a Netflix i diritti internazionali. Il contratto di co-produzione con KT Studio Genie siglato a dicembre, invece, stabilì che la trasmissione in Corea del Sud sarebbe avvenuta sul canale SKY, poi rinominato in ENA; inoltre, Avvocata Woo fu resa disponibile in concomitanza sulla piattaforma Seezn.
Il 29 giugno 2022 fu organizzata una conferenza stampa al Lotte Cinema Konkuk University nel distretto di Gwangjin, Seul, con il regista, Park Eun-bin, Kang Tae-oh e Kang Ji-young. Trecento spettatori scelti da AStory ed ENA poterono inoltre guardare l'ultimo episodio al CGV Cinema nel distretto di Yongsan insieme al regista, alla sceneggiatrice e agli attori Park Eun-bin, Kang Tae-oh, Kang Ji-young, Ha Yoon-kyung, Joo Jong-hyuk e Joo Hyun-young.

### Rinnovi
Il 17 agosto 2022 fu annunciata la produzione di una seconda stagione, con probabile uscita per il 2024 e il ritorno di Moon alla sceneggiatura.

## Colonna sonora
La colonna sonora di Avvocata Woo è prodotta da No Young-shim, che ha ricoperto per molti anni il posto di direttrice musicale del festival internazionale di Pyeongchang per persone con disabilità.
L'album, pubblicato in Corea del Sud il 19 agosto 2022, ha debuttato al dodicesimo posto della Circle Weekly Album Chart e venduto 12 959 copie per fine settembre.
Disco 1
1. Kim Jong-wan (Nell) – Brave (용기?, Yong-giLR) – 4:21 (testo: No Young-shim – musica: No Young-shim, Kim Jeong-bae)
2. Sunwoo Jung-a – Beyond My Dreams (상상?, SasangLR) – 3:05 (testo: No Young-shim – musica: No Young-shim, Kim Jeong-bae)
3. O3ohn – Better Than Birthday – 3:46 (No Young-shim, O3ohn, Joonie)
4. Wonstein – Tuning in to You (기울이면?, Gi-ur-imyeonLR) – 3:00 (No Young-shim, Wonstein)
5. Suzy – Inevitable (안하기가 쉽지 않아요?, Anhagiga swipji anh-a-yoLR) – 3:51 (No Young-shim)
6. Park Eun-bin – The Blue Night of Jeju Island (제주도의 푸른 밤?, Jejudo-ui pureun bamLR) – 4:09 (Choi Sung-won)
7. Maytree – Flash – 1:05 (musica: No Young-shim)
8. Overture – 5:18 (musica: No Young-shim)
9. Woo Young-woo, the Same Backwards and Forwards – 1:55 (musica: No Young-shim)
10. Prom Dance – 2:53 (musica: No Young-shim)
11. Revolving Door Invites You to Dance – 1:44 (musica: No Young-shim)
12. Dance with the Best Friend – 2:16 (musica: No Young-shim)
13. Growing Pains – 3:22 (musica: No Young-shim)
14. Young-woo's Heart (It's Hard to Read Your Mind) – 2:55 (musica: No Young-shim)
15. Junho Being Brave (Let Me Be Your Hug Chair) – 2:19 (musica: No Young-shim)
16. Girl Dad (It Takes Such a Long Time) – 1:51 (musica: No Young-shim)
17. Ordinary Attorney – 3:35 (musica: No Young-shim)
18. Spring Sunshine – 2:02 (musica: No Young-shim)
19. Hackberry – 2:21 (musica: No Young-shim)
20. From Whale – 2:32 (musica: No Young-shim)
21. A Whale in a Frame – 2:05 (musica: No Young-shim)
22. Whale Is – 2:31 (musica: No Young-shim)

Durata totale: 62:56
Disco 2
1. Brave (용기?, Yong-giLR; Inst.) – 4:21
2. Beyond My Dreams (상상?, SasangLR; Inst.) – 3:05
3. Better Than Birthday (Inst.) – 3:46
4. Tuning in to You (기울이면?, Gi-ur-imyeonLR; Inst.) – 3:00
5. Inevitable (안하기가 쉽지 않아요?, Anhagiga swipji anh-a-yoLR; Inst.) – 3:51
6. The Blue Night of Jeju Island (제주도의 푸른 밤?, Jejudo-ui pureun bamLR; Inst.) – 3:43
7. Unanswered Questions – 1:59 (musica: KOOW)
8. Whale Quiz – 1:49 (musica: Yoo Jong-hyun)
9. We Are the Hanbada Crew – 1:33 (musica: Daniel Lee)
10. Young-woo Baragi Junho – 2:13 (musica: Jo Nam-wook)
11. Lovely W.Y.W – 1:41 (musica: Cho Byung-hyun)
12. Do You Have Evidence? – 1:54 (musica: KOOW)
13. Pitch W.Y.W – 1:56 (musica: Yoo Jong-hyun)
14. Spring Love – 2:42 (musica: Jo Nam-wook)
15. Cunning Min-woo – 2:40 (musica: Daniel Lee)
16. One Two Three Woo Young-woo – 2:37 (musica: Cho Byung-hyun)

Durata totale: 42:50

## Accoglienza

### Critica
Avvocata Woo ha ricevuto recensioni positive ed è stata definita "una serie televisiva gentile". I media l'hanno lodata per la sua umanità e per aver trattato di gruppi sociali svantaggiati quali disabili, individui LGBTQ e disertori nordcoreani, infrangendo i pregiudizi e presentando punti di vista diversi, non sempre corretti. In un sondaggio condotto dal periodico online JoyNews24 su 200 impiegati nel settore della produzione televisiva, delle telecomunicazioni e del giornalismo d'intrattenimento, in 131 hanno votato Avvocata Woo come la serie TV migliore del 2022.
Apprezzamenti sono arrivati dall'ambiente forense per la professionalità dei casi presentati, la piena comprensione della legge e la precisione della terminologia. Il critico di cultura popolare Jung Deok-hyun ha affermato che il drama usasse la prospettiva unica di Young-woo per trovare il nocciolo del caso, rendendo speciale l'apparente stranezza della ragazza e rendendo i casi più interessanti, e permettendo al pubblico stanco delle serie giudiziarie di trovare pace e consolazione. La giornalista Lee Min-ji di Newsen ha sottolineato come non si tentasse di giudicare se un punto di vista fosse giusto o sbagliato, né di condannare qualcuno, ma di dare l'opportunità d'intavolare un dialogo. Per il critico Kim Sung-soo, Avvocata Woo consente al pubblico di capire che le persone autistiche non sono diverse dalle altre tramite il ruolo di promettente avvocata ricoperto dalla protagonista. Diversi giornalisti hanno lodato la sensibilità emotiva della serie.
Hwang Hye-jung di Sports Seoul ha ritenuto che il drama ribaltasse i ruoli di genere con una ragazza disabile come protagonista, una donna a capo di un importante studio legale, un padre single, e relazioni familiari e amicali egualitarie, e Kim Hyo-sil del The Hankyoreh ha apprezzato l'inclusione di una coppia lesbica; al contrario, Kim Beom-seok di Newsen ha affermato che l'eccessiva rappresentazione di femminismo e omosessualità fosse dannoso per la sceneggiatrice e facesse perdere spettatori.
Relativamente alla rappresentazione dell'autismo, i media hanno trovato che Avvocata Woo consentisse al pubblico di vedere al di là della semplice disabilità, e che attraverso la prospettiva di Young-woo fosse possibile affermare che l'autismo fosse un aspetto della diversità, una semplice caratteristica umana, superando ostacoli e discriminazioni. Sebbene alcuni tutori di pazienti autistici abbiano concordato sulla necessità per la società di una prospettiva brillante e positiva, e che il drama affrontasse il tema con toni più maturi e cauti di lavori precedenti, hanno sollevato il timore che potesse portare a considerare l'autismo con leggerezza. Lee Jin-song del Kyunghyang Shinmun ha ritenuto che venissero riciclati elementi familiari dello spettro autistico per riprodurre costantemente gli stereotipi dei media sulle persone con disabilità.
Alcune critiche negative sono arrivate nella seconda parte della serie in merito alla relazione tra Young-woo e Jun-ho, all'improvviso interesse di Soo-yeon per Min-woo e alla disinformazione sul tasso di sopravvivenza dei pazienti affetti da tumore gastrico in Corea del Sud.

### Pubblico
Nonostante la trasmissione su un canale minore e di nuova istituzione come ENA, Avvocata Woo ha ottenuto buoni risultati in Corea del Sud. Con uno share dell'1,8%, il secondo episodio ha segnato gli ascolti più alti per il canale; i numeri sono quasi decuplicati dopo tre settimane di messa in onda e l'ultimo episodio ha raggiunto il 17,5% di share.
Ha occupato la top 10 globale dei programmi TV di Netflix non in lingua inglese per venti settimane consecutive, di cui nove al primo posto, ed è arrivata sesta tra i programmi televisivi di Netflix più visti al mondo nel 2022 con 662 ore di visualizzazioni.

### Popolarità e impatto culturale
La popolarità della serie in Corea del Sud ha portato i media a parlare di "sindrome Woo Young-woo". In un sondaggio sui programmi TV preferiti condotto da Gallup Korea su migliaia di coreani maggiorenni a luglio 2022, Avvocata Woo si è classificata prima con il 13,1% dei consensi, percentuale che ha raggiunto il 16,4% ad agosto. Il valore delle azioni della casa di produzione AStory e delle società legate a KT Studio Genie è salito, insieme alla popolarità di ENA e al numero di iscritti a Netflix e Seezn, e anche i lavori precedenti degli attori hanno ricevuto rinnovato interesse.
Avvocata Woo ha attirato l'attenzione del pubblico sul problema della liberazione di balene e delfini, ma anche aumentato il numero di turisti delle escursioni in mare aperto per vedere i cetacei. Nella notte del 18 agosto 2022, ultimo giorno di trasmissione della serie, Greenpeace ha organizzato uno spettacolo di droni nel cielo di Seul, che hanno raffigurato diverse creature marine, per sensibilizzare sulla protezione degli oceani nell'ambito della campagna 30x30.
Le vendite di gimbap hanno registrato un'impennata a livello globale che è stata attribuita all'essere il cibo preferito della protagonista. Il villaggio di Dongbu a Buk-ri, Changwon, utilizzato per le riprese degli episodi 7 e 8, è diventato una famosa meta turistica, e il suo bagolaro è entrato a far parte dei monumenti nazionali il 30 agosto 2022.
Il 6 luglio 2022 è stato annunciato l'adattamento in webtoon disegnato da HwaUmJo e scritto da Yuil, mentre tra luglio e settembre 2022 sono stati discussi vari remake in una decina di Paesi. Un musical, invece, è in programma per il 2024.

## Riconoscimenti
- APAN Star Award
  - 2022 – Miglior attrice di supporto a Baek Ji-won[127]
  - 2022 – Miglior sceneggiatrice a Moon Ji-won[128]
  - 2022 – Premio alla popolarità, attrice a Park Eun-bin[128]
  - 2022 – Candidatura Miglior coppia a Park Eun-bin e Kang Tae-oh[129]
  - 2022 – Candidatura Miglior regista a Yoo In-shik[130]
  - 2022 – Candidatura Miglior colonna sonora originale a Tuning in to You di Wonstein[129]
  - 2022 – Candidatura Drama dell'anno[130]
  - 2022 – Candidatura Premio alla massima eccellenza, attrice in una miniserie a Park Eun-bin[130]
- Baeksang Arts Award[131][132]
  - 2023 – Premio alla massima eccellenza, attrice in una miniserie a Park Eun-bin[133]
  - 2023 – Miglior regista a Yoo In-shik[134]
  - 2023 – Candidatura Miglior drama
  - 2023 – Candidatura Miglior attrice a Park Eun-bin
  - 2023 – Candidatura Miglior attore di supporto a Kang Ki-young
  - 2023 – Candidatura Miglior nuovo attore a Joo Jong-hyuk
  - 2023 – Candidatura Miglior nuova attrice a Joo Hyun-young
  - 2023 – Candidatura Miglior nuova attrice a Ha Yoon-kyung
  - 2023 – Candidatura Miglior copione a Moon Ji-won
  - 2023 – Candidatura Miglior tecnico a Noh Young-sim (musica)
  - 2023 – Candidatura Miglior tecnico a Hwang Jin-hye (effetti speciali)
- Busan International Film Festival – Asia Contents Awards & Global OTT Award[135][136]
  - 2022 – Miglior attrice a Park Eun-bin
  - 2022 – Miglior contenuto
  - 2022 – Candidatura Miglior sceneggiatura a Moon Ji-won
- Content that Changed the World[137]
  - 2022 – Contenuto contro la discriminazione
- Critics Choice Association – Asian Pacific Cinema & Television[138][139]
  - 2022 – Stella nascente televisiva a Park Eun-bin
- Critics' Choice Television Awards[140]
  - 2023 – Candidatura Miglior serie in lingua straniera
- Dorian Awards[141]
  - 2023 – Candidatura Miglior show non in lingua inglese
- International Emmy Award[142]
  - 2023 – Candidatura Miglior serie drammatica
- Korea Advertisers Contest[143]
  - 2022 – Programma scelto dai pubblicitari
- Korea Drama Award
  - 2022 – Miglior programma[144]
  - 2022 – Candidatura Gran premio (Daesang) a Park Eun-bin[145]
  - 2022 – Candidatura Eccellenza globale a Kang Ki-young[146]
- Kim Soo-hyun Drama Art Hall (fondazione per la promozione dell'industria culturale di Cheongju)[147]
  - 2022 – Categoria drama seriali – Bel drama dell'anno
- Kinolights Award[148]
  - 2022 – Drama coreano dell'anno
  - 2022 – Attrice coreana dell'anno a Park Eun-bin
- Seoul International Drama Award
  - 2023 – Miglior drama[149]
  - 2023 – Stella asiatica eccezionale a Park Eun-bin[150]